# Vânători-Neamț (gmina)
Vânători-Neamț – gmina w Rumunii, w okręgu Neamț. Obejmuje miejscowości Lunca, Mânăstirea Neamț, Nemțișor i Vânători-Neamț. W 2011 roku liczyła 7595 mieszkańców.